# Oesjgoeli
Oesjgoeli (Georgisch: უშგული) is een dorpsgemeenschap (თემი, temi) van vijf dorpen in het noordwesten van Georgië met een gezamenlijk inwonertal van 228. De gemeenschap is een van de hoogste permanent bewoonde nederzettingen van Europa en ligt in de streek Svanetië, dat onderdeel is van de regio Samegrelo-Zemo Svaneti.
De geïsoleerde ligging van Oesjgoeli heeft er toe bijgedragen dat het middeleeuwse karakter van de dorpen goed bewaard is gebleven, inclusief de Svanetische torens. Vanwege cultuurhistorische waarde werden de dorpen samen met het omliggende Opper-Svanetië in 1996 uitgeroepen tot Werelderfgoed door UNESCO.

## Beschrijving
Oesjgoeli ligt op een hoogte van 2.100 meter, aan de voet van de Sjchara in de Grote Kaukasus. Zes maanden per jaar is het gebied bedekt met sneeuw en regelmatig onbereikbaar vanuit het gemeentelijk centrum Mestia).
In het dorp Zjibiani staat de Lamariakerk, die vernoemd is naar de Svanetische godin Lamaria. Deze kerk staat op een heuveltop die uitkijkt over het dorp. De kapel komt uit de 12e eeuw en bevat enkele fresco's uit de Georgische gouden eeuw.
Het meest opvallende aan de verschillende dorpen zijn de huizen met verdedigingstorens die verspreid staat over de gehele gemeenschap. De torens zijn meestal drie tot vijf verdiepingen hoog en werden voornamelijk gebouwd tussen de 9e en 12e eeuw. In tegenstelling tot Mestia, waar veel van deze torens in verval zijn geraakt, zijn de torens van Oesjgoeli grotendeels bewaard gebleven door de afgelegen locatie. In het dorp Tsjazjasji, uitgeroepen tot museumreservaat, staat een groot deel van de 41 torens die er in Oesjgoeli zijn.
De film Salt for Svanetia van Michail Kalatozov werd in Oesjgoeli gefilmd. 

## Samenstelling
De dorpsgemeenschap bestaat uit de volgende vijf dorpen:
| Nederlands    | Georgisch |
| ------------- | --------- |
| Lamdzjoerisji | ლამჯურიში |
| Moerkmeli     | მურყმელი  |
| Tsjazjasji    | ჩაჟაში    |
| Tsjvibiani    | ჩვიბიანი  |
| Zjibiani      | ჟიბიანი   |

## Demografie
Volgens de volkstelling van 2014 had Oesjgoeli 228 inwoners. De vijf dorpen werden in 2014 geheel door Georgiërs bewoond, waaronder ook Svaneten worden gerekend.
| Oesjgoeli                                              | 369 |  | 288 | 228 |  |  |  |  |  |  |  |  |  |  |
|                                                        |     |  |     |     |  |  |  |  |  |  |  |  |  |  |
| Lamdzjoerisji                                          | -   |  | -   | 48  |  |  |  |  |  |  |  |  |  |  |
| Moerkmeli                                              | -   |  | 32  | 38  |  |  |  |  |  |  |  |  |  |  |
| Tsjazjasji                                             | -   |  | 34  | 28  |  |  |  |  |  |  |  |  |  |  |
| Tsjvibiani                                             | -   |  | 164 | 87  |  |  |  |  |  |  |  |  |  |  |
| Zjibiani                                               | -   |  | 58  | 27  |  |  |  |  |  |  |  |  |  |  |
| Verantwoording data: 1926, volkstellingen 2002 en 2014 |     |  |     |     |  |  |  |  |  |  |  |  |  |  |

## Foto's

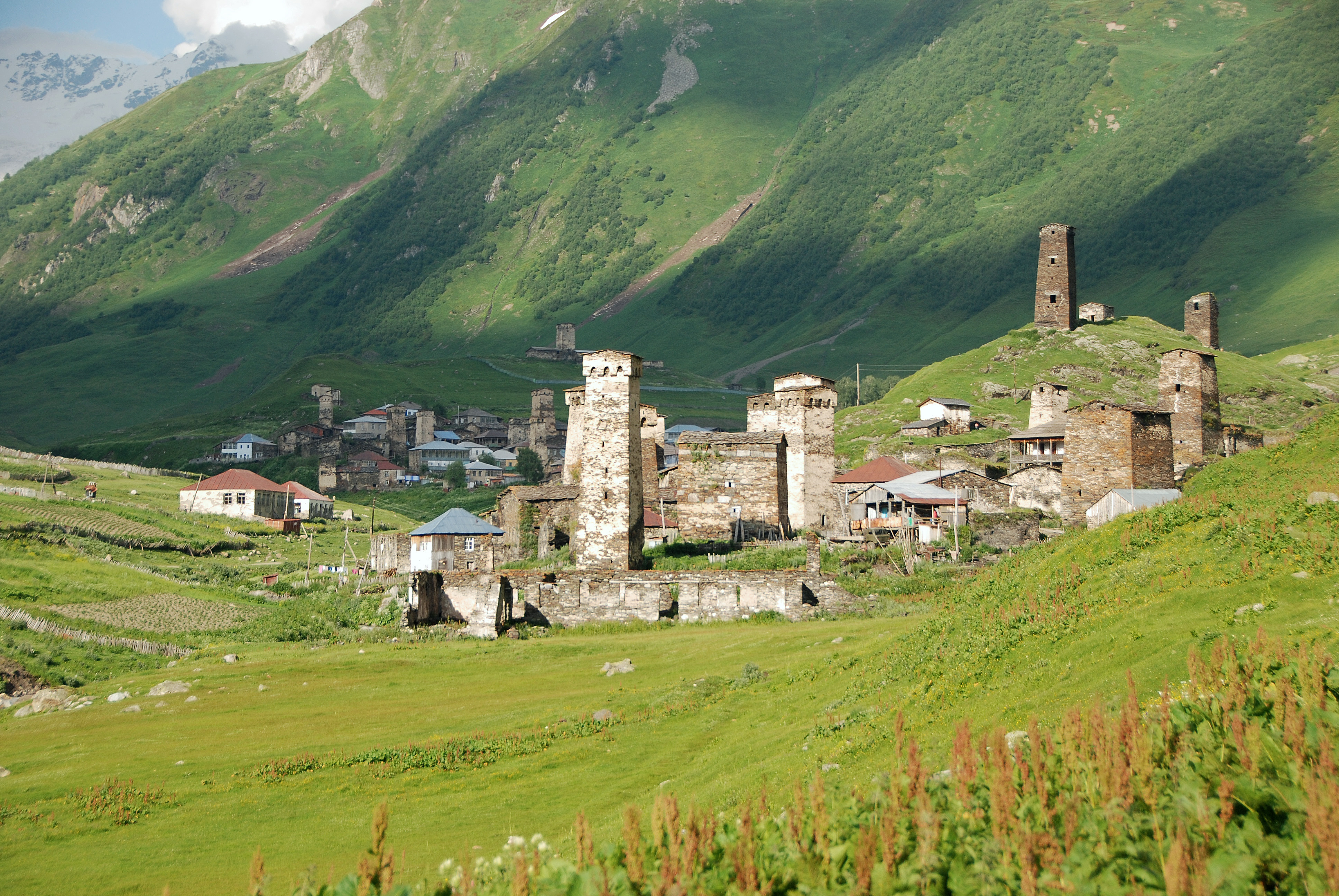
Oesjgoeli in 2010
Oesjgoeli vanaf de Legardeberg
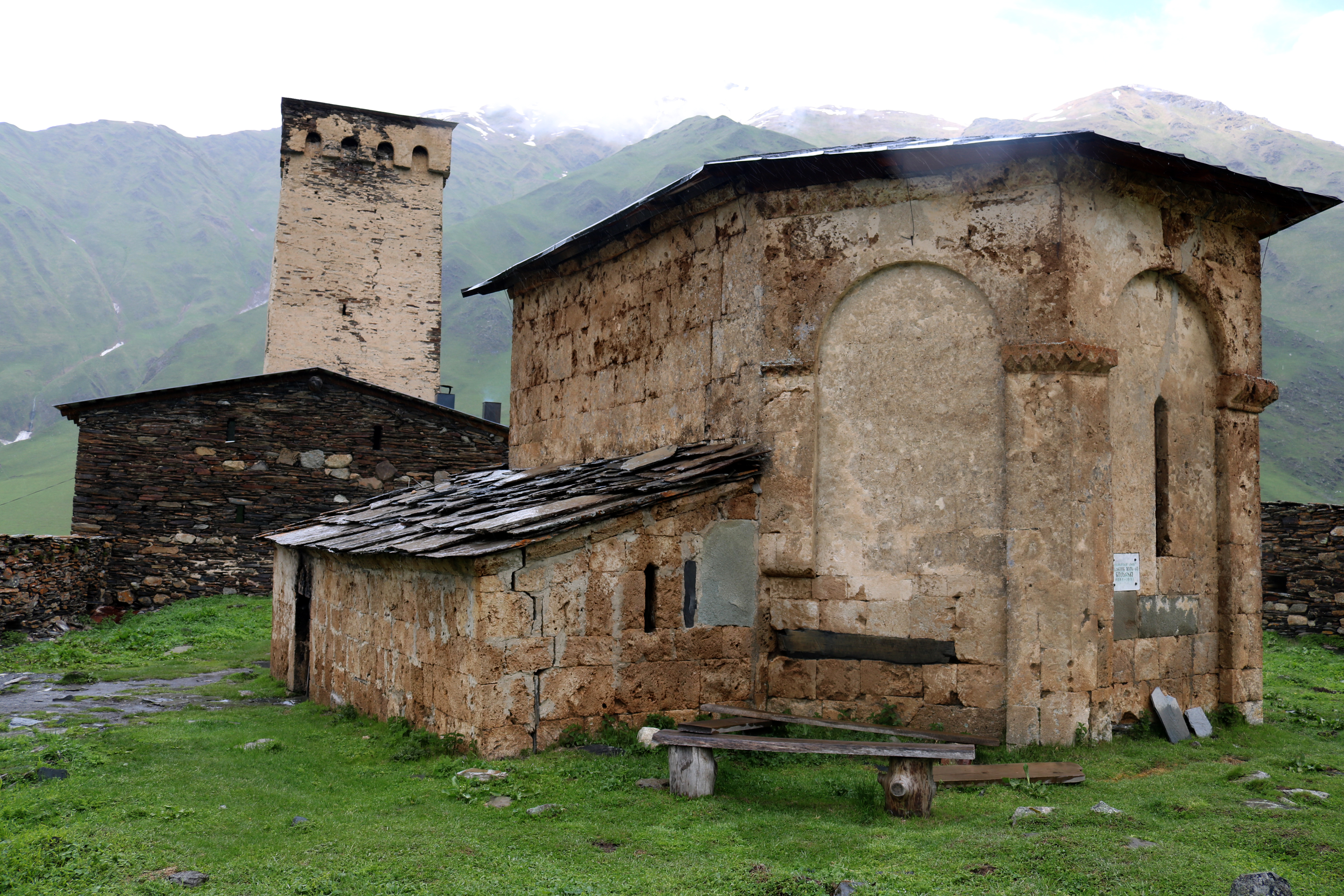
Lamariakerk
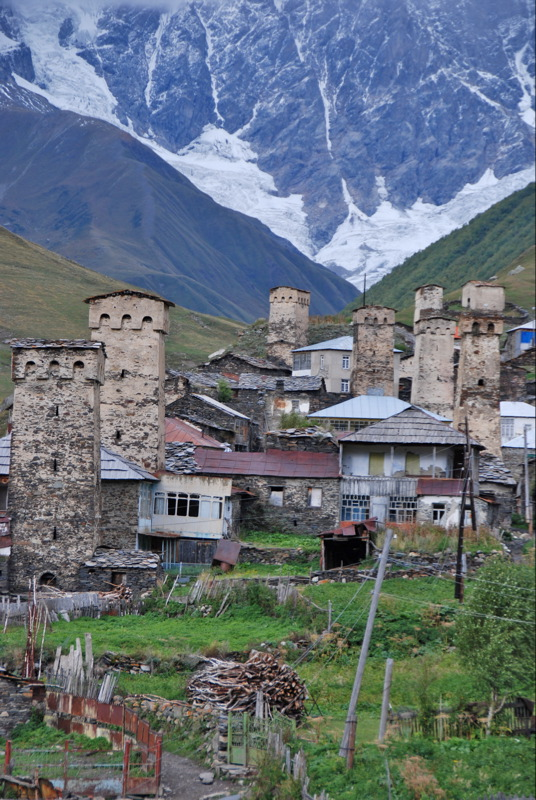
Zjibiani
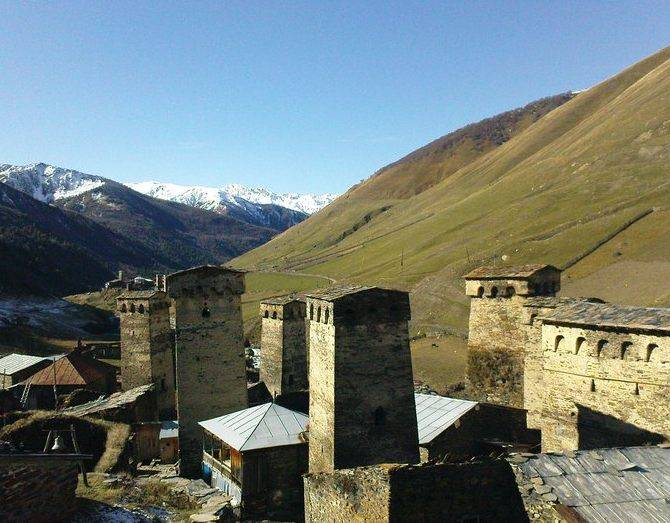
Tsjazjasji
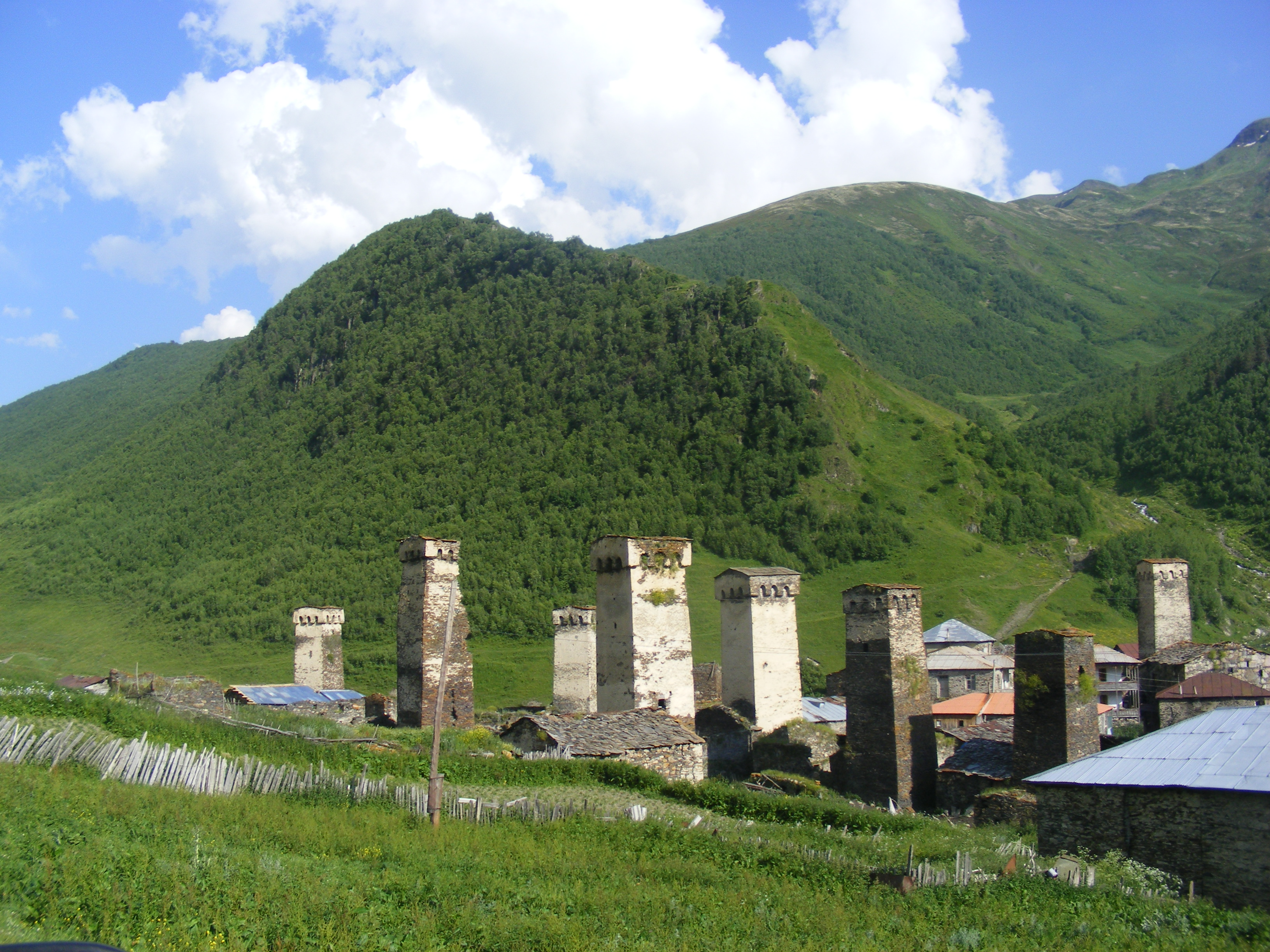
Moerkmeli